# Distretto di Bankura
Il distretto di Bankura è un distretto del Bengala Occidentale, in India, di 3 191 822 abitanti. Il suo capoluogo è Bankura.
Altre città importanti da ricordare sono:
- Bishnupur, celebre per i suoi templi con fregi in terracotta.